# Баранович Іван Прокопович
Баранович Іван Прокопович (1783, Смоляжи — 6 квітня 1852, Златопіль) — український військовий лікар, організатор лікарняної польової служби. Навчався в Києво-Могилянській академії.

## Біографія
Молодший син священика о. Прокопа Барановича. Рано залишився сиротою. Небіж (по матері) Ф. Слонецького, ректора Києво-Могилянської академії, якому завдячував своєю освітою.
Від 19 жовтня 1795 до червня 1805 навчався у КМА до класу філософії включно. Виявив велику схильність до наук, особливо до іноземних мов та медицини, клас якої «Основи лікарської науки» закінчив 1805, і був рекомендований до Санкт-Петербурзької медично-хірургічної академії, де й навчався 1805—1809.
З цього року до 30 травня 1851 служив військовим лікарем: 1809–1819 — молодшим, потім — старшим лікарем 1-го класу, штаб-лікарем Подільського 36-го полку. Учасник Французько-російської війни 1812–1815 у складі російських військ, разом з полком брав участь у боях під Смоленськом і Бородіно, у Сілезії, Пруссії, Саксонії, Баварії. Добре знаючись на фітотерапії, успішно лікував поранених.
Звільнившись з війська за станом здоров'я, 1819–1832 мав приватну практику в містечку Златопіль. Серед його пацієнтів і друзів — родина Давидових з містечка Кам'янка: генеральша Катерина Давидова та її син, полковник Василь Давидов, що були хрещеними батьками його старших дітей — дочок Надії (1818) і Катерини (1821).
1832—1851 — лікар, згодом — старший лікар і знову на службі в армії. Служив в імперських полках: старшим лікарем Ольвіопільського, Борисоглібського, Єлисаветградського, Новомиргородського полків в Україні. 1837–1851 — старший лікар військового шпиталю в містечку Новомиргороді Єлисаветградського повіту Херсонської губернії.
Діяльний організатор військово-медичної польової служби. Брав активну участь у боротьбі з епідеміями холери: 1830–1831 у Чигиринський повіт, 1849 — в Україні.
З 1834 — колезький асесор, з 1841 — надвірний радник, з 1846 — колезький радник. Кавалер орденів св. Анни II й III ступенів.

## Архіви
ДАКО, ф. 782, оп. 1, спр. 303, 1803–1871 рр.